# Playa Juluapan
La Playa Juluapan se encuentra en el municipio de Manzanillo, en Colima, México. Esta playa es excelente para realizar recoriidos alrededor de la misma y por lugares de difícil acceso, ya que está rodeada de formaciones rocosas y una abundante vegetación. La gran mayoría de las playas son angostas y pequeñas, como la llamada Playa del Elefante. Para llegar a Playa Juluapan es necesario recorrer 4 km al oeste de Santiago hasta llegar al poblado de Miramar,y luego seguir un camino por terracería.
- Datos: Q6078394